# Санников, Григорий Александрович
Григорий Александрович Санников (30 августа [11 сентября] 1899 или 2 сентября 1899, Яранск, Вятская губерния — 16 января 1969, Москва) — русский советский поэт и прозаик. Менее известен как журналист, военный корреспондент.

## Биография
Григорий Александрович Санников учился в народном университете Шанявского. Был членом КПСС с 1917 года, участвовал в Октябрьской революции (1917), Гражданской (1918—1920) и Великой Отечественной (1941—1945) войнах. Демобилизовался из армии в звании гвардии майор. 
Награждён орденом Красной Звезды и несколькими медалями.
Свой первый сборник стихов «Лирика» опубликовал в 1921 году. Был одним из организаторов литературного объединения «Кузница», работал редактором в журналах «Новый мир», «Октябрь», «Красная новь». Оставил воспоминания о своих жизненных и литературных встречах.
Скончался 16 января 1969 года, похоронен в Москве на Новодевичьем кладбище (3 участок, 63 ряд).

## Семья
- Жена — артистка Елена Аветисовна Назарбекян (Белла Назарбек; 1893—1941)[5].
- Внучка — Елена Никитична Санникова, поэт.
  - Правнучка — Мария, поэт.

## Произведения

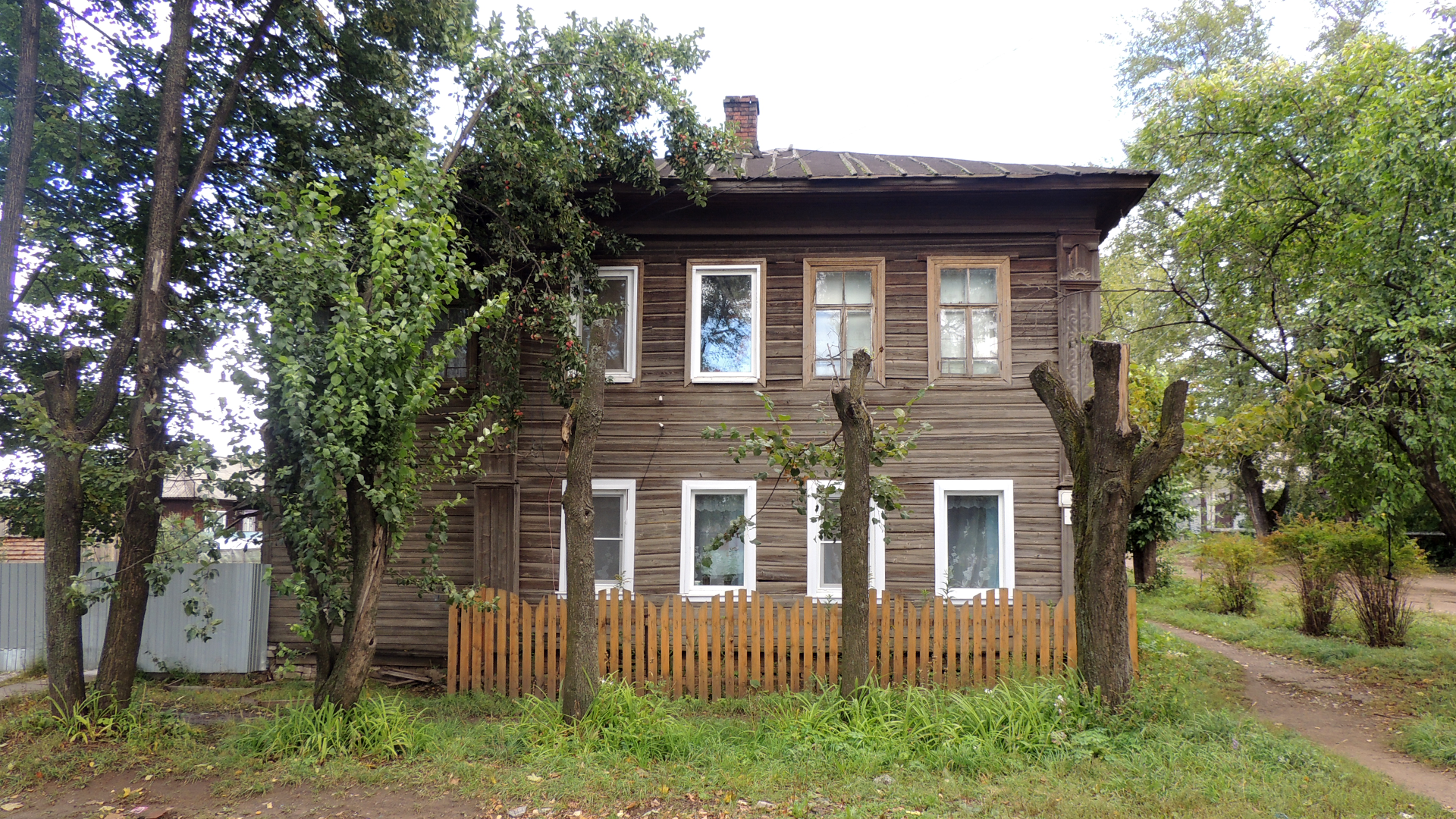
Дом в Яранске, в котором жил поэт Санников

Санников в своих произведениях рассказывал о судьбах людей его поколения: поэма «1917 год» (1927), стихотворение «Прощание с керосиновой лампой» (1928), «Сверстникам» (1957); писал о путешествиях, в частности затрагивал тему Востока: сборники «На память океану», 1928; «Восток», 1935; роман в стихах «В гостях у египтян», 1933, и др.). В последние годы жизни написал цикл стихотворений о космонавтике.
Публикации:
- Стихотворения: «Весеннее», «Первомайский салют», «Под грузом», «Гроза».
- Поэмы: «Корабли», «Восстание паровозов» (1922), «Сказание о каучуке» (1933), «Куранты» (1929).
- Роман в стихах «В гостях у египтян» (1931—1932).
- Сборники: «Молодое вино» (книга лирики о молодом пробуждающемся Востоке), «На память океану» (морской лирический цикл).
- Книга очерков «Тропический рейс» о путешествии в Аравию.